# ماريان كول
ماريان كول (بالإنجليزية: Marian Call)‏ هي مغنية مؤلفة أمريكية، ولدت في 24 فبراير 1982 في غيغ هاربور في الولايات المتحدة.

## وصلات خارجية
- الموقع الرسمي
- ماريان كول على موقع IMDb (الإنجليزية)
- ماريان كول على موقع ميوزك برينز (الإنجليزية)
- ماريان كول على موقع ديسكوغز (الإنجليزية)